# Raspberry Beret
Raspberry Beret är en låt av Prince & The Revolution, utgiven som singel den 15 maj 1985. "Raspberry Beret" nådde andra plats på Billboard Hot 100. "Raspberry Beret" sålde platina i Storbritannien.
Musikvideon regisserades av Prince.

## Låtlista
Singel (USA)
A. "Raspberry Beret" – 3:31
B. "She's Always in My Hair" – 3:27
Maxisingel (USA)
A. "Raspberry Beret" (New Mix) – 6:34
B. "She's Always in My Hair" (New Mix) – 6:32
Singel (Storbritannien)
A. "Raspberry Beret" – 3:31
B. "Hello" – 3:23
Maxisingel (Storbritannien)
A. "Raspberry Beret" (New Mix) – 6:34
B. "Hello" (Extended Remix) – 6:23

## Medverkande
- Prince – sång, akustisk gitarr, Yamaha DX7, Yamaha CP-70, basgitarr, Linn LM-1, percussion
- Wendy Melvoin – bakgrundssång
- Lisa Coleman – bakgrundssång
- Susannah Melvoin – bakgrundssång
- Novi Novog – violin
- David Coleman – cello
- Suzie Katayama – cello